# Circondario di Güstrow
Il circondario di Güstrow (in tedesco: Landkreis Güstrow) era un circondario del Land tedesco del Meclemburgo-Pomerania Anteriore. Esistette dal 1994 al 2011.

## Storia
Il circondario fu creato nel 1994.
Il 4 settembre 2011 fu fuso con il circondario di Bad Doberan, formando il nuovo circondario di Rostock.

## Geografia antropica
Al momento dello scioglimento, il circondario si componeva di due comuni extracomunitari (Amtsfreie Gemeinde) e sei comunità (Amt), che raggruppavano complessivamente 6 città e 56 comuni.

### Comuni extracomunitari (Amtsfreie Gemeinden)
1. Güstrow, Città* (31.083)
2. Teterow, Città* (9.387)

### Comunità (Ämter)
sede del capoluogo *
| - 1. Bützow-Land 1. Baumgarten (972) 2014 in Butzow 2. Bernitt (1.842) 2014 in Butzow 3. Bützow, Città* (7.906) 4. Dreetz (232) 2014 in Butzow 5. Jürgenshagen (1.207) 2014 in Butzow 6. Klein Belitz (925) 2014 in Butzow 7. Penzin (136) 2014 in Butzow 8. Rühn (691) 2014 in Butzow 9. Steinhagen (846) 2014 in Butzow 10. Tarnow (1.255) 2014 in Butzow 11. Warnow (1.041) 2014 in Butzow 12. Zepelin (493) 2014 in Butzow - 2. Gnoien 1. Altkalen (920) 2014 in Gnoien 2. Behren-Lübchin (662) 2014 in Gnoien 3. Boddin (372) 2014 in Gnoien 4. Finkenthal (323) 2014 in Gnoien 5. Gnoien, Città* (3.171) 6. Lühburg (258) 2014 in Gnoien 7. Walkendorf (508) 2014 in Gnoien 8. Wasdow (426) 2014 in Gnoien | - 3. Güstrow-Land (Sede: Güstrow) 1. Glasewitz (442) 2014 in Gustrow 2. Groß Schwiesow (332) 2014 in Gustrow 3. Gülzow-Prüzen (1.747) 4. Gutow (1.073) 5. Klein Upahl (292) 2014 in Gulzow-Pruzen 6. Kuhs (352) 2014 in Gustrow 7. Lohmen (781) 2014 in Gulzow-Pruzen 8. Lüssow (973) 2014 in Gustrow 9. Mistorf (671) 2014 in Gustrow 10. Mühl Rosin (1.121) 11. Plaaz (849) 2014 in Gustrow 12. Reimershagen (502) 2014 in Gustrow 13. Sarmstorf (527) 2014 in Gustrow 14. Zehna (695) 2014 in Gustrow - 4. Krakow am See 1. Dobbin-Linstow (590) 2. Hoppenrade (827) 2014 in Krakow am See 3. Krakow am See, Città* (3.530) 4. Kuchelmiß (936) 2014 in Krakow am See 5. Lalendorf (3.427) 6. Langhagen (689) 2014 in Lalendorf | - 5. Laage 1. Diekhof (1.003) 2014 in Laage 2. Dolgen am See (758) 3. Hohen Sprenz (508) 2014 in Laage 4. Laage, Città* (5.878) 5. Wardow (1.458) 2014 in Laage - 6. Mecklenburgische Schweiz (Sede: Teterow) 1. Alt Sührkow (462) 2014 in Teterow 2. Dahmen (600) 2014 in Luckow 3. Dalkendorf (302) 2014 in Teterow 4. Groß Roge (725) 2014 in Teterow 5. Groß Wokern (1.161) 2014 in Teterow 6. Groß Wüstenfelde (1.161) 7. Hohen Demzin (481) 2014 in Teterow 8. Jördenstorf (1.037) 2014 in Teterow 9. Lelkendorf (532) 2014 in Teterow 10. Prebberede (815) 2014 in Teterow 11. Schorssow (563) 12. Schwasdorf (657) 13. Sukow-Levitzow (518) 14. Thürkow (447) 2014 in Teterow 15. Warnkenhagen (380) 2014 in Teterow |